# Will Hutton
Will Hutton (* 1950) ist ein britischer Autor und Publizist. Er ist Leiter der britischen The Work Foundation sowie Gouverneur der London School of Economics and Political Science.

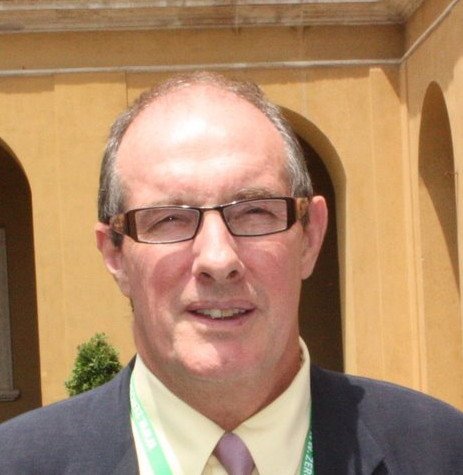
Will Hutton

## Leben
Will Hutton studierte Ökonomie und Soziologie an der University of Bristol. Nach seinem Abschluss 1971 war er zunächst Aktienhändler und Investmentanalyst. 1978 absolvierte er einen MBA an der INSEAD in Fontainebleau. Anschließend war er für die BBC in TV und Radio tätig. Er war mehrere Jahre Chefredakteur des Observer und Direktor der Guardian National Newspapers, bevor er 2002 Chief Executive von The Work Foundation wurde.
Er ist zudem Gouverneur der London School of Economics and Political Science, Honorary Fellow des Mansfield College der University of Oxford und Gastprofessor an der Manchester University Business School und der University of Bristol. Des Weiteren ist er Direktor des London International Festival of Theatre (LIFT).
Hutton ist Autor mehrerer bekannter Bücher wie The World We’re In, das 2002 im Vereinigten Königreich erschien; weitere sind The State to Come, The Stakeholding Society und On The Edge mit Anthony Giddens. Er ist Kolumnist bei den Zeitungen The Observer, The New York Observer, Washington Post und Boston Globe.
2003 gehörte er einer hochrangigen Expertengruppe zur Reflexion der Lissabon-Strategie an. Seit 2008 ist er Mitglied des wissenschaftlichen Beirates der Päpstlichen Stiftung Centesimus Annus Pro Pontifice (CAPP).

## Ehrungen und Auszeichnungen
- Preis der politischen Journalisten (1993)
- Ehrendoktorwürde Doctor of Laws der University of Bristol (2003)[1]
- Ehrendoktorwürde der Open University

## Werke

### Schriften
- The Revolution That Never Was: An Assessment of Keynesian Economics, 1986, ISBN 0-582-29603-X
- The State We're in: Why Britain Is in Crisis and How to Overcome It, 1995, ISBN 0-224-03688-2
- The State to Come, 1997, ISBN 0-09-977881-5
- The Stakeholding Society: Writings on Politics and Economics, Polity Press 1998, ISBN 0-7456-2078-7
- Will Hutton (Hrsg.), Anthony Giddens (Hrsg.): Global Capitalism, New Press 2000, ISBN 1-56584-648-6
- Will Hutton (Hrsg.), Anthony Giddens (Hrsg.): On the Edge: Essays on a Runaway World, New Press 2000, ISBN 0-224-05937-8
- Will Hutton, Anthony Giddens: Die Zukunft des globalen Kapitalismus, Campus-Verlag Frankfurt/ New York 2001, ISBN 3-593-36839-0
- The World We're In, 2002, ISBN 0-316-85871-4
- A Declaration of Interdependence: Why America Should Join the World, W. W. Norton & Company 2003, ISBN 0-393-05725-9
- The Writing On The Wall: Why We Must Embrace China as a Partner or Face It as an Enemy, Free Press 2006, ISBN 978-0-7432-7528-6
- The Writing On The Wall China and the West in the 21st Century, Abacus 2008, ISBN 0-349-11882-5
- Them and Us, Abacus 2011, ISBN 978-0-349-12148-2
- How Good We Can Be: Ending the Mercenary Society and Building a Great Country, Little Brown Book Group 2015, ISBN 978-1-4087-0531-5

### Videokassette
- Christian Hensch, Uli Wismer, Will Hutton: Zukunft der Arbeit, Schäffer-Poeschel Stuttgart (Videokassette)